# Chorizopes
Chorizopes O. P.-Cambridge, 1870 è un genere di ragni appartenente alla famiglia Araneidae.

## Etimologia
Il nome deriva dal greco χωρίζω, chorìzo, cioè sono separato, distinguo, disgiungo e ὄψ, ops, cioè occhio, vista; a significare che gli occhi sono ben distinti e separati fra loro. Originariamente descritto con la denominazione di Chorizoopes, nel 1873 dall'aracnologo Thorell venne modificato in Chorizopes, fondendo la due o in una sola, nome che in seguito si è consolidato per l'uso.

## Distribuzione
Le ventiquattro specie oggi note di questo genere sono state rinvenute prevalentemente in Asia meridionale e orientale: ben nove specie sono endemiche dell'India e sette della Cina; solo due specie, la C. antongilensis e la C. madagascariensis sono endemiche del Madagascar.

## Tassonomia
Questo genere originariamente venne ascritto alla famiglia Theridiidae: solo nel 1962, a seguito di un lavoro degli aracnologi Levi & Levi passò alla famiglia Araneidae.
A maggio 2011, si compone di 24 specie :
1. Chorizopes anjanes Tikader, 1965 — India
2. Chorizopes antongilensis Emerit, 1997 — Madagascar
3. Chorizopes bengalensis Tikader, 1975 — India, Cina
4. Chorizopes calciope (Simon, 1895) — India
5. Chorizopes congener O. P.-Cambridge, 1885 — India
6. Chorizopes dicavus Yin et al., 1990 — Cina
7. Chorizopes frontalis O. P.-Cambridge, 1870[2] — dallo Sri Lanka a Sumatra
8. Chorizopes goosus Yin et al., 1990 — Cina
9. Chorizopes kastoni Gajbe & Gajbe, 2004 — India
10. Chorizopes khandaricus Gajbe, 2005 — India
11. Chorizopes khanjanes Tikader, 1965 — India, Cina
12. Chorizopes khedaensis Reddy & Patel, 1993 — India
13. Chorizopes madagascariensis Emerit, 1997 — Madagascar
14. Chorizopes mucronatus Simon, 1895 — Sri Lanka
15. Chorizopes nipponicus Yaginuma, 1963 — Cina, Corea, Giappone
16. Chorizopes orientalis Simon, 1909 — Vietnam
17. Chorizopes pateli Reddy & Patel, 1993 — India
18. Chorizopes shimenensis Yin & Peng, 1994 — Cina
19. Chorizopes stoliczkae O. P.-Cambridge, 1885 — India
20. Chorizopes tikaderi Sadana & Kaur, 1974 — India
21. Chorizopes trimamillatus Schenkel, 1963 — Cina
22. Chorizopes tumens Yin et al., 1990 — Cina
23. Chorizopes wulingensis Yin, Wang & Xie, 1994 — Cina
24. Chorizopes zepherus Zhu & Song, 1994 — Cina

### Sinonimi
- Chorizopes nanshanensi (Yin et al., 1990); esemplari trasferito qui dal genere Araneus, a seguito di un lavoro degli aracnologi Song, Zhu & Chen del 1999, sono stati riconosciuti sinonimi di C. bengalensis Tikader, 1975[1].

### Omonimi ridenominati
- Chorizopes tikaderi Bhandari & Gajbe, 2001; esemplare riconosciuto in seguito in omonimia con C. khandaricus Gajbe, 2005[1].

### Nomen nudum
- Chorizopes quadrificus Kishida; la descrizione di Kishida di questo esemplare non più rintracciabile è stata qualificata da Yaginuma, in un lavoro di Brignoli del 1983, come nomen nudum[1].